# Gustave Bord
Gustave Bord (26 gennaio 1852 – 21 aprile 1934) è stato uno storico, docente e saggista francese, noto per le sue posizioni  anti massoniche.

## Tesi
Bord sostiene che la massoneria è una setta religiosa materialista e che essa è stata la coordinatrice della rivoluzione francese.